# Nuada III Necht
Nuada III Necht („Biały” lub „Śnieżnobiały”) – legendarny zwierzchni król Irlandii z dynastii Milezjan (linia Eremona) w 1 r. n.e., syn Sedny Sithbaica, w dziesiątym stopniu potomka Crimthanna I Cosgracha („Zwycięskiego”), zwierzchniego króla Irlandii.
Według średniowiecznej irlandzkiej legendy i historycznej tradycji doszedł do władzy w wyniku pokonania i zabicia swego poprzednika, Ederscela mac Eogan, w bitwie pod Aillinn. Miał panować sześć miesięcy, kiedy został zabity przez Conaire’a Mora, mściciela śmierci ojca Ederscela, w bitwie pod Cliach (Clíu) w Ui Drona na terenie obecnego hrabstwa Carlow. Lebor Gabála Érenn („Księga najazdów Irlandii”) synchronizuje jego panowanie z czasami rządów cesarza rzymskiego Oktawiana Augusta (27 p.n.e.-14 n.e.) i po urodzeniu Chrystusa. Uwspółcześnia go z legendarnymi prowincjonalnymi królami: Conchobarem III mac Nessa z Ulsteru, Cú Roí z Munsteru oraz Oiliollem mac Mata z Connachtu. Ten ostatni w niektórych źródłach jest uznawany błędnie za prawnuka Nuady. Wywodził się on z milezjańskiej linii Itha.
W Cyklu Fionna, czyli osjanicznym, jest wspomniany, jako pradziadek Fionna mac Cumhaill: jego synem był druid Tadg mac Nuadat, którego córka, Muirne, była matką Fionna. To sugeruje, że jego imię powstało z przypuszczalnego połączenia bóstw (lub prawdopodobnie dwa imiona jednego bóstwa) Nuady Airgetlama i Nechtana z Tuatha Dé Danann. Niewykluczone, że Nuada jest tożsamy z Nuadą I Nechtem.

## Potomstwo
Genealogia jego rodziny jest zagmatwana, z powodu nadmiaru pokoleń. Nuada pozostawił po sobie trzech synów:
- Fergus Fairge, miał dwóch synów:
  - Rossa Ruad, król Leinsteru, miał dwóch synów:
    - Finn File („Poeta”), król Leinsteru, miał syna:
      - Conchobar I Abradruad, król Leinsteru, zwierzchni król Irlandii

    - Cairbre Nia Fer, król Leinsteru
- Baoisgne, miał syna:
  - Cumhaill, wódz wojowników Fianna, mąż siostry stryjecznej Muirne, miał syna:
    - Fionn mac Cumhaill, słynny wódz Fianna
- Tadg mac Nuadat, druid, miał córkę:
  - Muirne (Muirenn, Munchaem), żona Cumhailla, wodza i brata stryjecznego